# Corno di Cavento
Il Corno di Cavento (3402 m s.l.m.) è una montagna delle Alpi Retiche meridionali, nel gruppo dell'Adamello. Si trova tra Val Rendena e Val di Fumo, in Trentino-Alto Adige (Provincia di Trento).

## Descrizione
Il Corno di Cavento si trova nella parte nord orientale del gruppo dell'Adamello, lungo la cresta che dal Carè Alto si spinge verso nord fino alla val Genova, separando la vedretta di Lares (a est) dall'alta val di Fumo e dalla vedretta della Lobbia (a ovest). La cima si eleva dalla vedretta di Lares con un breve pendio di neve e rocce rotte; verso nord la cresta scende direttamente sul passo di Cavento (3191 m); verso ovest scende il marcato crestone ovest, che separa due alte pareti rocciose rivolte a nord ovest e a sud ovest.

## Prima ascensione
La prima ascensione fu compiuta il 3 settembre 1868 dall'alpinista ed esploratore boemo, tenente Julius von Payer, con Coronna, Griesmayer e Haller. Nella stessa giornata essi effettuarono anche la prima salita nota del Crozzon di Lares e la prima traversata del passo di Lares.

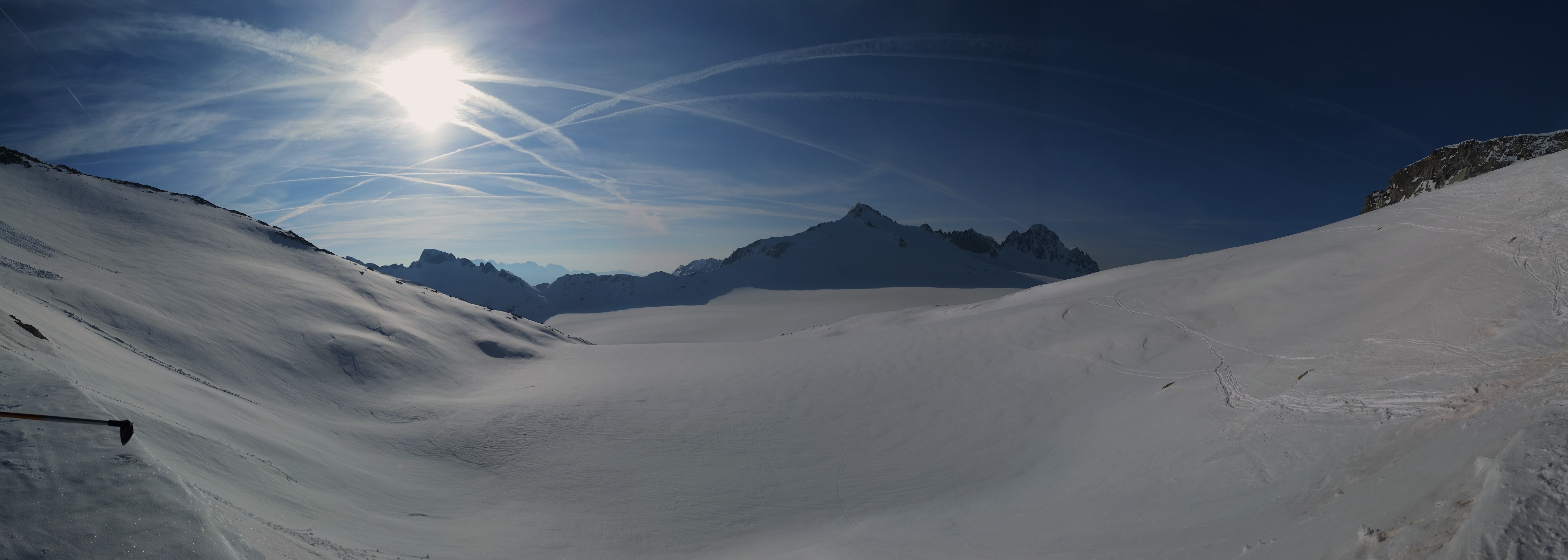
Panorama dal Passo Lobbia verso Corno di Cavento

## Itinerari
La salita al Corno di Cavento si compie quasi esclusivamente lungo la via normale dalla vedretta di Lares.
L'accesso può avvenire dal rifugio Carè Alto (2459 m), dal quale si accede direttamente alla vedretta di Lares, oppure dal rifugio Caduti dell'Adamello alla Lobbia Alta (3040 m), attraverso la vedretta della Lobbia e il passo di Cavento (3191 m). Si tratta in generale di percorsi facili su ghiacciai crepacciati. Solo l'attraversamento del passo di Cavento - a causa dell'arretramento del ghiacciaio - si svolge su terreno ripido, friabile e delicato, con percorso parzialmente attrezzato. Sul passo di Cavento si trova il bivacco Laeng. (Dal rifugio Carè Alto: ore 3,30, F; dal rifugio Ai Caduti dell'Adamello: ore 3,30, F+).
La cresta nord fu integralmente attrezzata durante la prima guerra mondiale, ma le attrezzature sono scomparse o gravemente degradate e l'itinerario è ormai abbandonato. Pure gli altri itinerari, tracciati anche per motivi bellici, sono trascurati a causa della cattiva qualità della roccia e conservano solo valore storico.
Il Corno di Cavento è anche una meta scialpinistica e offre due discese lunghe e interessanti: verso la val Genova per la valle di Lares, attraverso il lago e la malga omonimi, oppure verso la valle di Borzago, per la sella di Niscli e la conca di Niscli.

## La Grande Guerra

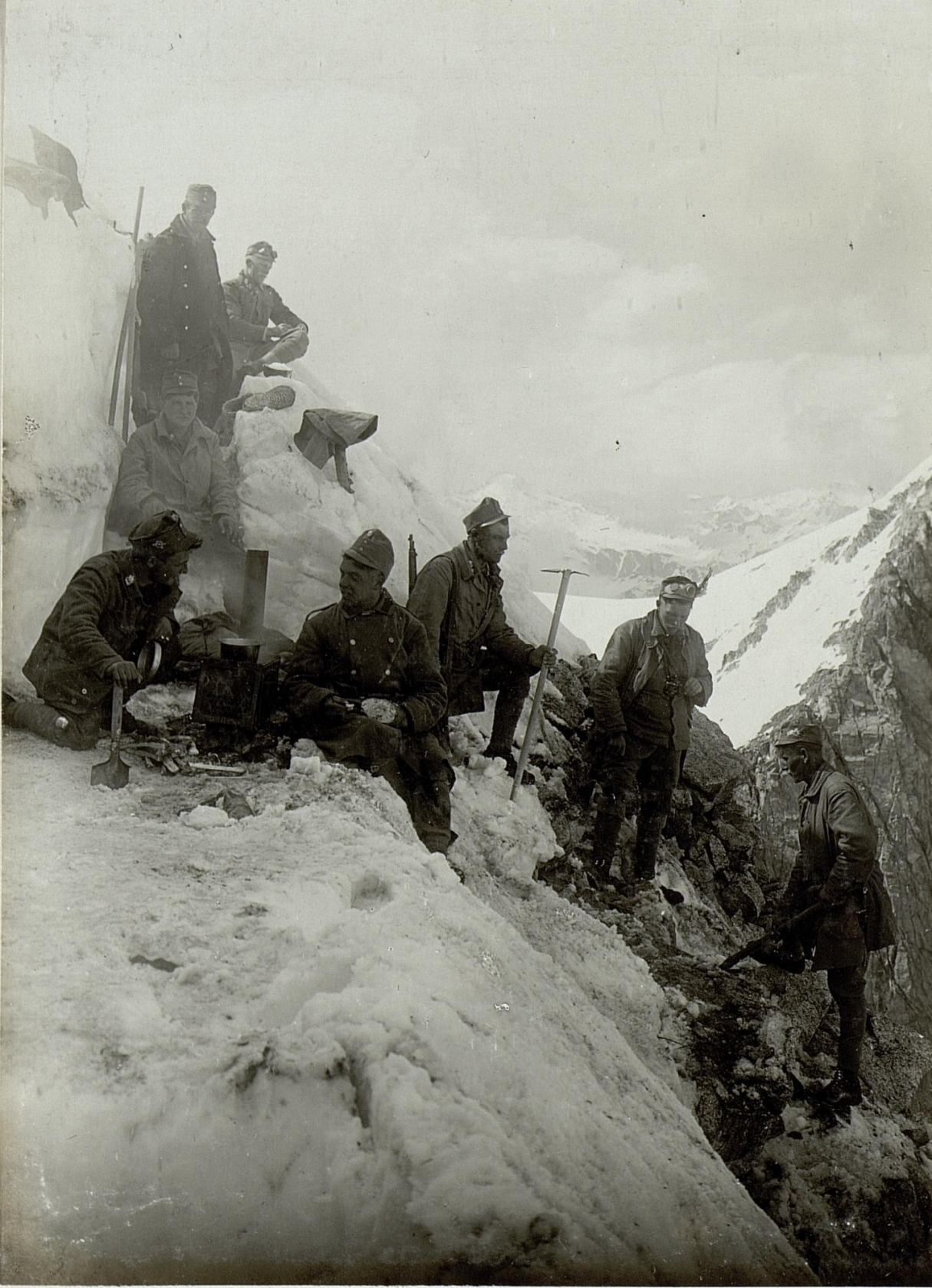
Postazioni austriache sul Corno di Cavento nel 1916

Durante la prima guerra mondiale il gruppo dell'Adamello fu terreno di importanti operazioni belliche. Il confine tra Regno d'Italia (a ovest, Valcamonica, Lombardia) e l'Impero austro-ungarico (a est, Giudicarie, Trentino), attraversava il gruppo passando da Monte Fumo, Cresta Croce, Monte Mandrone, Punta del Castellaccio, fino al passo del Tonale.
Nella primavera del 1916 gli alpini italiani erano attestati al rifugio Garibaldi e gli austriaci presidiavano la dorsale Monte Fumo - Lobbia Alta e la dorsale Corno di Cavento - Crozzon di Folgorida, con importanti basi logistiche al rifugio Mandrone e al rifugio Carè Alto. In circa un mese, tra il 12 aprile e il 14 maggio 1916, gli alpini conquistarono prima la linea Monte Fumo - Lobbia Alta, poi il Crozzon di Folgorida, il Crozzon di Lares e il Passo di Cavento, e infine i passi di Folgorida e delle Topette.
Il Corno di Cavento, rimasto in mano agli austriaci, fu conquistato l'anno successivo, il 15 giugno 1917, con un'operazione su più fronti: dopo un intenso bombardamento della vetta, gli alpini sciatori attaccarono dalla vedretta di Lares, mentre compagnie di rocciatori attaccavano dalla cresta nord e dalla difficile parete nord ovest. Gli austriaci furono respinti sulle posizioni del Monte Folletto e del Carè Alto.
Durante la battaglia morì il tenente Felix Hecht von Eleda, di 23 anni, comandante delle posizioni austriache Folletto-Cavento. Sorpreso dagli alpini mentre azionava personalmente una mitragliatrice e ferito da una bomba, a un cenno di ribellione fu afferrato e gettato dal versante nord. Il corpo non fu mai trovato. Il suo diario personale, oggi presso il Museo della Guerra Bianca Adamellina di Spiazzo, fu trovato da un ufficiale italiano, il capitano Fabrizio Battanta, conosciuto come il "Brigante del Cavento", dopo l'assalto. Il diario è un documento importante, a tratti toccante, sulla vita di guerra a 3400 m: le nevicate, il freddo, le cannonate e le manovre dei nemici italiani, le critiche al proprio comando.
Il 15 giugno 1918, esattamente un anno dopo la conquista italiana, gli austriaci riuscirono a prendere alle spalle gli italiani attraverso una galleria scavata nella vedretta di Lares e rioccuparono il Corno di Cavento. Gli alpini lo riconquistarono però il successivo 19 luglio con un'operazione simile a quella del 1917. Da allora la cima rimase in mano agli italiani fino al termine della guerra.
Le battaglie del 15 giugno 1917 e del 15 giugno 1918, sono narrate all'interno del romanzo La penna del Corvo Bianco, basato sulla guerra bianca in Adamello. Esse sono il cuore pulsante dei capitoli:
- l'ufficiale, il prigioniero e il brigante, dove si narra delle azioni di Fabrizio Battanta e di Felix Hecht von Eleda
- la maschera, all'interno del quale si racconta come gli austriaci riuscirono a riconquistare il Corno mediante una galleria scavata nel ghiaccio.